# 430-ті
Період падіння Західної Римської імперії. У Східній Римській імперії триває правління Феодосія II. У Західній правління Валентиніана III, значна частина території окупована варварами, зокрема в Іберії утворилося Вестготське королівство, а Північну Африку захопили вандали. У Китаї правління династії Лю Сун. В Індії правління імперії Гуптів. У Японії триває період Ямато. У Персії править династія Сассанідів.
На території лісостепової України Черняхівська культура. У Північному Причорномор'ї готи й сармати. Історики VI століття згадують плем'я антів, що мешкало на території сучасної України приблизно з IV сторіччя. З'явилися гуни, підкорили остготів та аланів й приєднали їх до себе.

## Події
Вестготи витіснили вандалів із Іберійського півострова, і вони разом із аланами вторглися в Північну Африку. Поступово здобуваючи нові території, вони 439 року захопили Карфаген, а потім Сицилію, Сардинію, Корсику, Балеарські острови, тримаючи під контролем постачання Рима зерном та іншими продуктами.
Військовий магістр Західної Римської імперії Флавій Аецій здолав своїх супротивників в імперії і отримав звання протектора, тримаючи під контролем імператора Валентиніана III. Аецій вів війни в Галлії з бургундами та ветготами, часто спираючись на військову силу гунів.
Гуни накопичили значні сили на Дунаї, постійно загрожуючи як Західній, так і Східній Римським імперіям. Східна Римська імперія утримувала їх від нападів виплатою щорічної данини.
Кельтські вожді Британії запросили англосаксів для захисту кордонів від піктів та скотів. Згодом між кельтами, римо-британцями та англосаксами почали виникати конфлікти. Франки під проводом Хлодіона утвердилися в Белгіці.
Ефеський собор підтвердив Нікейський символ віри й засудив несторіанство.
На Персію та Індію почали чинити тиск ефталіти.
У Месоамериці почали виникати міста-держави цивілізації мая.